# Tomasz Feliks Wójcik
Tomasz Feliks Wójcik (ur. 18 maja 1945 w Gądkowie Wielkim) – polski polityk, nauczyciel akademicki, inżynier i związkowiec, działacz opozycji demokratycznej w okresie PRL, poseł na Sejm III kadencji.

## Życiorys
Absolwent I Liceum Ogólnokształcącego w Legnicy. W 1969 ukończył studia na Wydziale Chemicznym Politechniki Wrocławskiej, w 1980 uzyskał stopień doktora na tej samej uczelni. W latach 70. studiował także matematykę na Uniwersytecie Wrocławskim. Od 1969 był zatrudniony na Politechnice Wrocławskiej, początkowo jako pracownik techniczny, następnie zajmował stanowiska asystenta i adiunkta.
W 1980 wstąpił do „Solidarności”, w stanie wojennym był trzykrotnie internowany w 1982 (w tym po raz pierwszy na okres prawie czterech miesięcy). Po zwolnieniu działał w podziemnych strukturach NSZZ „S”, od 1983 był członkiem Regionalnego Komitetu Strajkowego NSZZ „Solidarność”, kierował nim następnie w latach 1988–1989. W 1990 został przewodniczym zarządu Regionu Dolny Śląsk związku, w 1998 zastąpił go na tej funkcji Janusz Łaznowski. Pozostał następnie członkiem zarządu regionu. Od 1990 członek Komisji Krajowej NSZZ „S”. Między 1981 a 2022 jako jedyny (obok Waldemara Bartosza) uczestniczył we wszystkich 30 krajowych zjazdach delegatów NSZZ „S” (począwszy od I KZD w Gdańsku). Od 1991 reprezentował związek podczas Międzynarodowych Konferencji Pracy, w 2003 pełnił funkcję jej wiceprzewodniczącego. Był członkiem rady administracyjnej Międzynarodowego Biura Pracy w Genewie.
W latach 1997–2001 sprawował mandat posła III kadencji, wybranego liczbą 30 679 głosów z listy Akcji Wyborczej Solidarność z okręgu wrocławskiego. W nocy z 19 na 20 października 1997, po zakończeniu posiedzenia klubu parlamentarnego AWS, z pomocą Piotra Krutula zawiesił krzyż w Sali Posiedzeń. W Sejmie przewodniczył Komisji Skarbu, Uwłaszczenia i Prywatyzacji. Był inicjatorem i współautorem ustawy o powszechnym uwłaszczeniu obywateli, zawetowanej przez prezydenta Aleksandra Kwaśniewskiego. Był liderem AWS w województwie dolnośląskim. W 2001 bezskutecznie ubiegał się o poselską reelekcję. Do 2002 działał w Ruchu Społecznym AWS. W 2003 z ramienia Ligi Polskich Rodzin startował w wyborach uzupełniających do Senatu, zajmując 2. miejsce wśród 4 kandydatów i przegrywając z Mirosławem Lubińskim. W 2004 (będąc członkiem tej partii) kandydował z jej ramienia do Parlamentu Europejskiego, a w 2005 ponownie ubiegał się o mandat senatora. W 2014 znalazł się początkowo na liście Bezpartyjnych Samorządowców do sejmiku dolnośląskiego, jednak ostatecznie nie wystartował.

## Odznaczenia i wyróżnienia
- Krzyż Komandorski z Gwiazdą Orderu Odrodzenia Polski (nadany przez prezydenta RP Andrzeja Dudę, 2025)[11]
- Krzyż Komandorski Orderu Odrodzenia Polski (nadany przez prezydenta RP Lecha Kaczyńskiego, 2006)[12]
- Krzyż Wolności i Solidarności (2020)[13]
- Odznaka Honorowa Zasłużony dla Województwa Dolnośląskiego (2020)[14]